# Chris Hanson (squash)
Pour les articles homonymes, voir Hanson.
Chris Hanson, né le 12 décembre 1990 à New York, est un joueur professionnel de squash représentant les États-Unis. Il atteint le 60e rang mondial en juillet 2018, son meilleur classement. Il est champion des États-Unis à deux reprises.

## Biographie
Il entame sa carrière professionnelle en 2013.

## Palmarès

### Titres
- Championnats des États-Unis : 2 titres (2017[3],2018)